# Liste des maires de Trois-Rivières

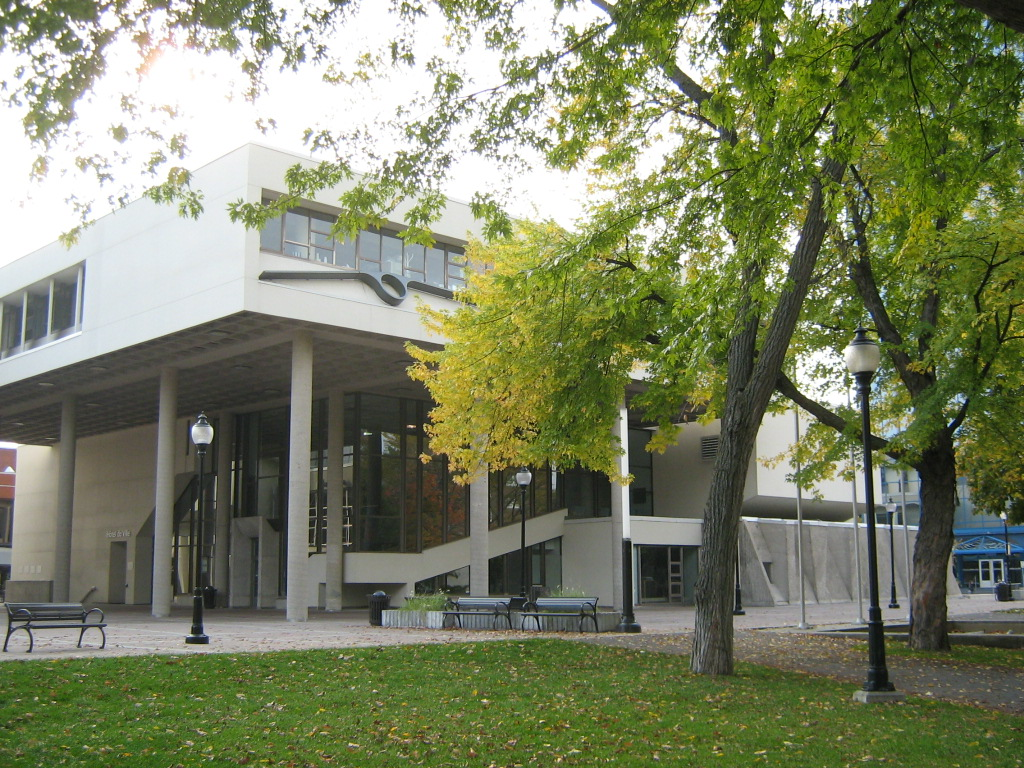
Hôtel de ville de Trois-Rivières.

Liste des maires de Trois-Rivières, à cette liste des maires de l'ancienne ville de Trois-Rivières (avant 2002), s'ajoute la liste des maires des anciennes villes de Cap-de-la-Madeleine, Sainte-Marthe-du-Cap, Saint-Louis-de-France, Trois-Rivières-Ouest et Pointe-du-Lac. Toutes ces anciennes villes ont été fusionnées en 2002 pour former la nouvelle ville de Trois-Rivières.

## Maires de Trois-Rivières
| Période      | Période       | Identité                            | Étiquette | Qualité                         |
| ------------ | ------------- | ----------------------------------- | --------- | ------------------------------- |
| 1845         | 1846          | Pierre-Benjamin Dumoulin            |           | Avocat                          |
| 1846         | 1853          | Antoine Polette                     |           | Avocat                          |
| 1853         | 1854          | Pierre-Benjamin Dumoulin            |           | Avocat                          |
| 1854         | 1855          | John McDougall                      |           | Commerçant                      |
| 1855         | 1857          | Jean-Baptiste Lajoie                |           | Marchand                        |
| 1857         | 1863          | Joseph-Édouard Turcotte             |           | Avocat                          |
| 1863         | juin 1865     | Louis-Charles Boucher de Niverville |           | Avocat                          |
| juin 1865    | juillet 1869  | Sévère Dumoulin                     |           | Avocat                          |
| juillet 1869 | 1872          | Joseph-Moïse Desilets               |           | Avocat                          |
| 1872         | 1873          | Joseph-Napoléon Bureau              |           | Avocat                          |
| 1873         | juillet 1876  | Télesphore-Eusèbe Normand           |           | Entrepreneur en construction    |
| juillet 1876 | juillet 1877  | Arthur Turcotte                     |           | Avocat                          |
| juillet 1877 | 1879          | Joseph-Napoléon Bureau              |           | Avocat                          |
| 1879         | juillet 1885  | Sévère Dumoulin                     |           | Avocat                          |
| juillet 1885 | octobre 1888  | Henri-Gédéon Malhiot                |           | Avocat                          |
| octobre 1888 | juillet 1889  | J.-Édouard Hétu                     |           | Fonctionnaire                   |
| juillet 1889 | janvier 1894  | Télesphore-Eusèbe Normand           |           | Entrepreneur en construction    |
| janvier 1894 | 1896          | Philippe-Élizé Panneton             |           | Banquier                        |
| janvier 1896 | janvier 1898  | Richard-Stanislas Cooke             |           | Avocat                          |
| janvier 1898 | 1900          | Arthur Olivier                      |           | Avocat                          |
| 1900         | 1902          | Louis-Docithé Paquin                |           | Avocat                          |
| 1902         | 1904          | Nazaire Lefebvre-Denoncourt         |           | Avocat                          |
| juillet 1904 | avril 1905    | Nérée LeNoblet Duplessis            |           | Avocat                          |
| avril 1905   | 1905          | Louis-Docithé Paquin                |           | Avocat                          |
| 1905         | 1906          | J.F. Bellefeuille                   |           | Fonctionnaire                   |
| 1906         | 1908          | François-Siméon Tourigny            |           | Avocat                          |
| 1908         | 1913          | Louis-Philippe Normand              |           | Médecin                         |
| 1913         | 1921          | Joseph-Adolphe Tessier              |           | Avocat                          |
| 1921         | 1923          | Louis-Philippe Normand              |           | Médecin                         |
| 1923         | 1931          | Arthur Bettez                       |           | Comptable                       |
| 1931         | 1937          | Georges-Henri Robichon              |           | Avocat                          |
| 1937         | 1941          | Atchez Pitt                         |           | Commerçant                      |
| 1941         | 1949          | Arthur Rousseau                     |           | Entrepreneur de pompes funèbres |
| 1949         | 1953          | Joseph-Alfred Mongrain              |           | Fonctionnaire                   |
| 1953         | 1955          | Léo LeBlanc                         |           | Notaire                         |
| 1955         | 1960          | Laurent Paradis                     |           | Journaliste                     |
| 1960         | 1963          | Joseph-Alfred Mongrain              |           | Fonctionnaire                   |
| 1963         | 1966          | Gérard Dufresne                     |           | Notaire                         |
| 1966         | 1970          | René Matteau                        |           | Commerçant                      |
| 1970         | 1990          | Gilles Beaudoin                     |           | Marchand                        |
| 1990         | avril 2001    | Guy LeBlanc                         |           | Notaire                         |
| janvier 2002 | décembre 2018 | Yves Lévesque                       |           | Restaurateur                    |
| mai 2019     | présent       | Jean Lamarche                       |           | Fonctionnaire                   |

## Ancienne ville de Trois-Rivières
- 1845 : Pierre-Benjamin Dumoulin
- 1846: Antoine Polette
- 1853: Pierre-Benjamin Dumoulin
- 1854: John McDougall
- 1855-1857: Jean-Baptiste Lajoie
- 1857: Joseph-Édouard Turcotte
- 1863: Louis-Charles Boucher de Niverville
- 1865: Sévère Dumoulin
- 1869: Joseph-Moïse Desilets
- 1872: Joseph-Napoléon Bureau
- 1873-1876: Télesphore-Eusèbe Normand
- 1876: Arthur Turcotte
- 1877: Joseph-Napoléon Bureau
- 1879: Sévère Dumoulin
- 1885: Henri-Gédéon Malhiot
- 1888: J.-Édouard Hétu
- 1889: Télesphore-Eusèbe Normand
- 1894: Philippe-Élizé Panneton
- 1896: Richard-Stanislas Cooke
- 1898-1900: Arthur Olivier
- 1900-1902: Louis-Docithé Paquin
- 1902-1904: N.L. Denoncourt
- 1904-1905: Nérée LeNoblet Duplessis
- 1905: Louis-Docithé Paquin
- 1905-1906: J.F. Bellefeuille
- 1906-1908: François-Siméon Tourigny
- 1908-1913: Louis-Philippe Normand
- 1913-1921: Joseph-Adolphe Tessier
- 1921-1923: Louis-Philippe Normand
- 1923-1931: Arthur Bettez
- 1931-1937: Georges-Henri Robichon
- 1937-1941: Atchez Pitt
- 1941-1949: Arthur Rousseau
- 1949-1953: Joseph-Alfred Mongrain
- 1953-1955: Léo LeBlanc
- 1955-1960: Laurent Paradis
- 1960-1963: Joseph-Alfred Mongrain
- 1963-1966: Gérard Dufresne
- 1966-1970: René Matteau
- 1970-1990: Gilles Beaudoin
- 1990-2001: Guy LeBlanc

## Ancienne ville de Cap-de-la-Madeleine
- 1845-1860: Louis Leduc
- 1860-1870: Hyacinthe Cossette
- 1870-1872: Télesphore-E. Normand
- 1872-1892: Hyppolite Monplaisir
- 1892-1894: Joseph Toupin
- 1894-1899: Anselme Lapointe
- 1899-1901: Hercule Beaumier
- 1901-1903: Moïse Hébert
- 1903-1906: Adem Monplaisir
- 1906-1908: Georges Rocheleau
- 1908-1913: Louis-Hercule Loranger
- 1913-1915: Dominique Monplaisir
- 1915-1917: Sévère Rocheleau
- 1917-1920: J.-Irinée Rochefort
- 1920-1921: Charles Monplaisir
- 1921-1921: Sévère Rocheleau
- 1921-1931: Donat Paquin
- 1931-1935: J.-Albert Nadeau
- 1935-1937: Pierre Desbiens
- 1937-1939: Raoul Rocheleau
- 1939-1941: Isidore Halley
- 1941-1945: Roméo Morissette
- 1945-1951: J.-Irénée Rochefort
- 1951-1953: Roméo Morissette
- 1953-1960: André Julien
- 1960-1981: J.-Réal Desrosiers
- 1981-1993: Jean-Claude Beaumier
- 1993-2001: Alain Croteau

## Ancienne ville de Sainte-Marthe-du-Cap
- 1915-1916: Dominique Monplaisir
- 1916-1918: Charles Lottinville
- 1918-1931: Louis Loranger
- 1938-1944: Henri Loranger
- 1944-1949: Albert Beaumier
- 1949-1962: Adélard Toupin
- 1962-1972: Roger Guilbault
- 1972-1976: Marcel Cossette
- 1976-1979: Marius Blouin
- 1979-1990: Lucien Chaussé
- 1990-1999: Frédéric Prescott
- 1999-2001: Richard Dufresne

## Ancienne ville de Saint-Louis-de-France
- 19-2001: Jean-Pierre Ayotte

## Ancienne ville de Trois-Rivières-Ouest
- 1963-1970 : Jules Montour
- -1999 : Gaétan Alarie
- 1999-2001 : Yves Lévesque

## Ancienne ville de Pointe-du-Lac
- 19-1997: Jean Simard
- 1997-2001: Georges-Henri Denoncourt

## Nouvelle ville de Trois-Rivières (depuis 2002)
- 2002-2018 : Yves Lévesque premier maire de la ville fusionnée
- 2019- : Jean Lamarche

## Galerie

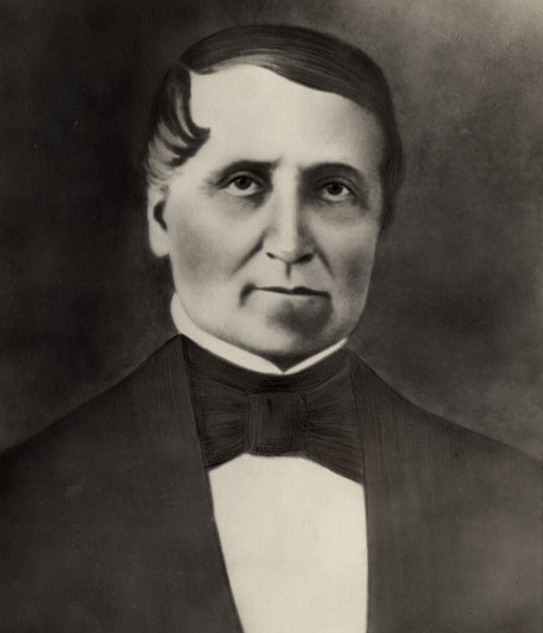
Pierre-Benjamin Dumoulin.
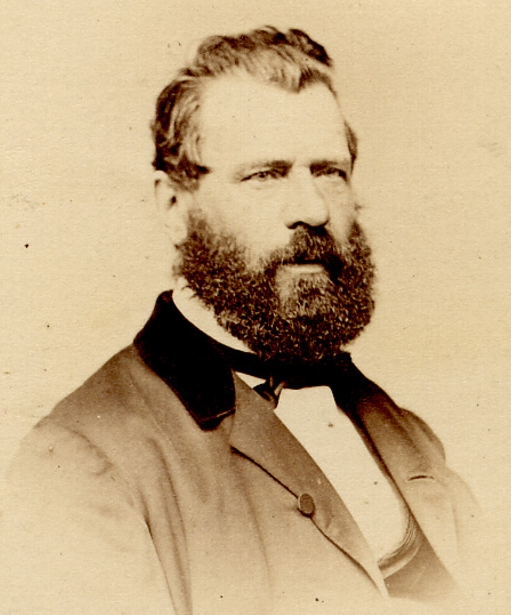
Joseph-Édouard Turcotte.
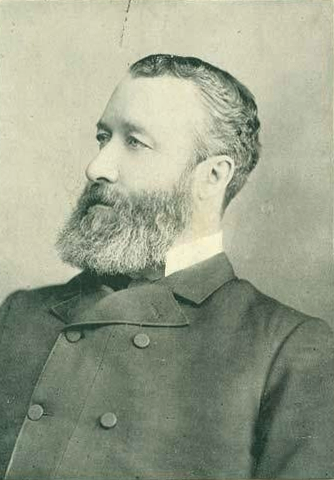
Arthur Turcotte.
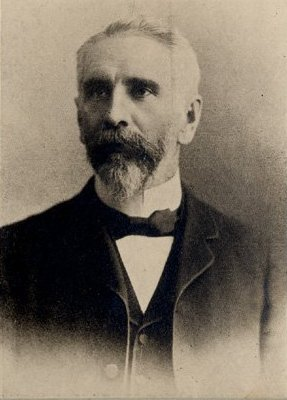
Richard-Stanislas Cooke.
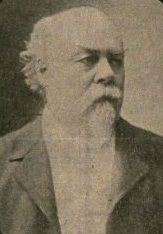
Louis-Docithé Paquin.
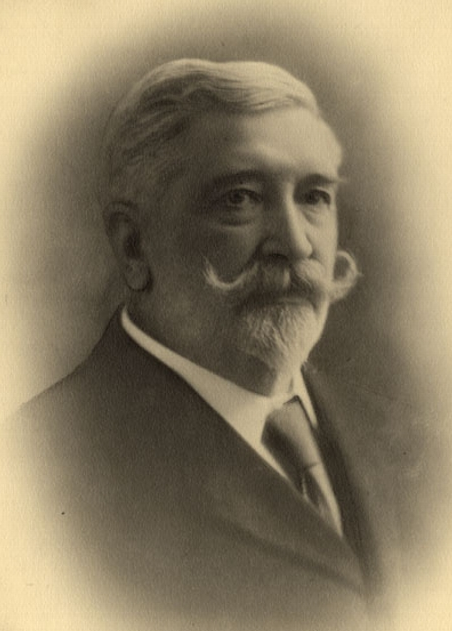
Nérée LeNoblet Duplessis.
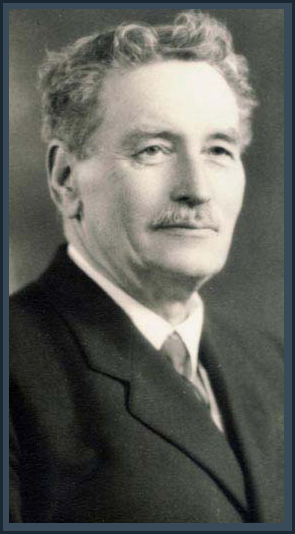
Louis-Philippe Normand.
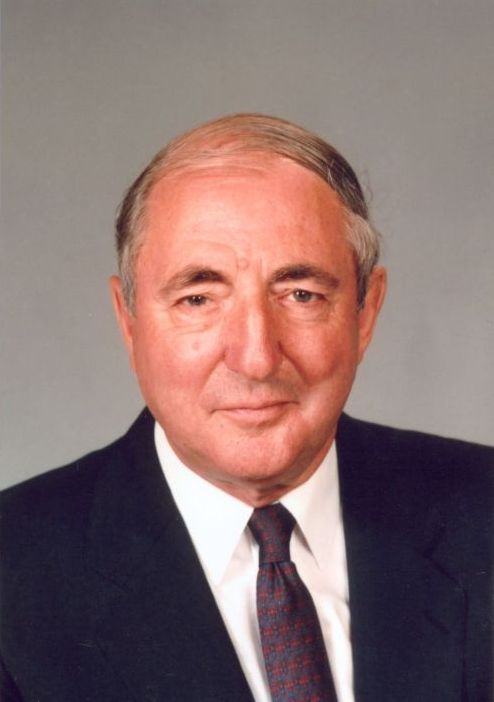
Gilles Beaudoin.

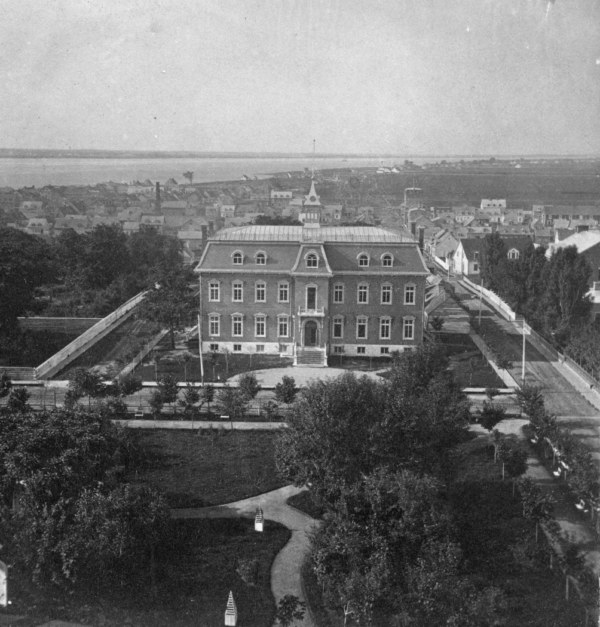
Vers 1875.
Blason de la ville de Trois-Rivières.